# Estação Ferroviária de Vermoil

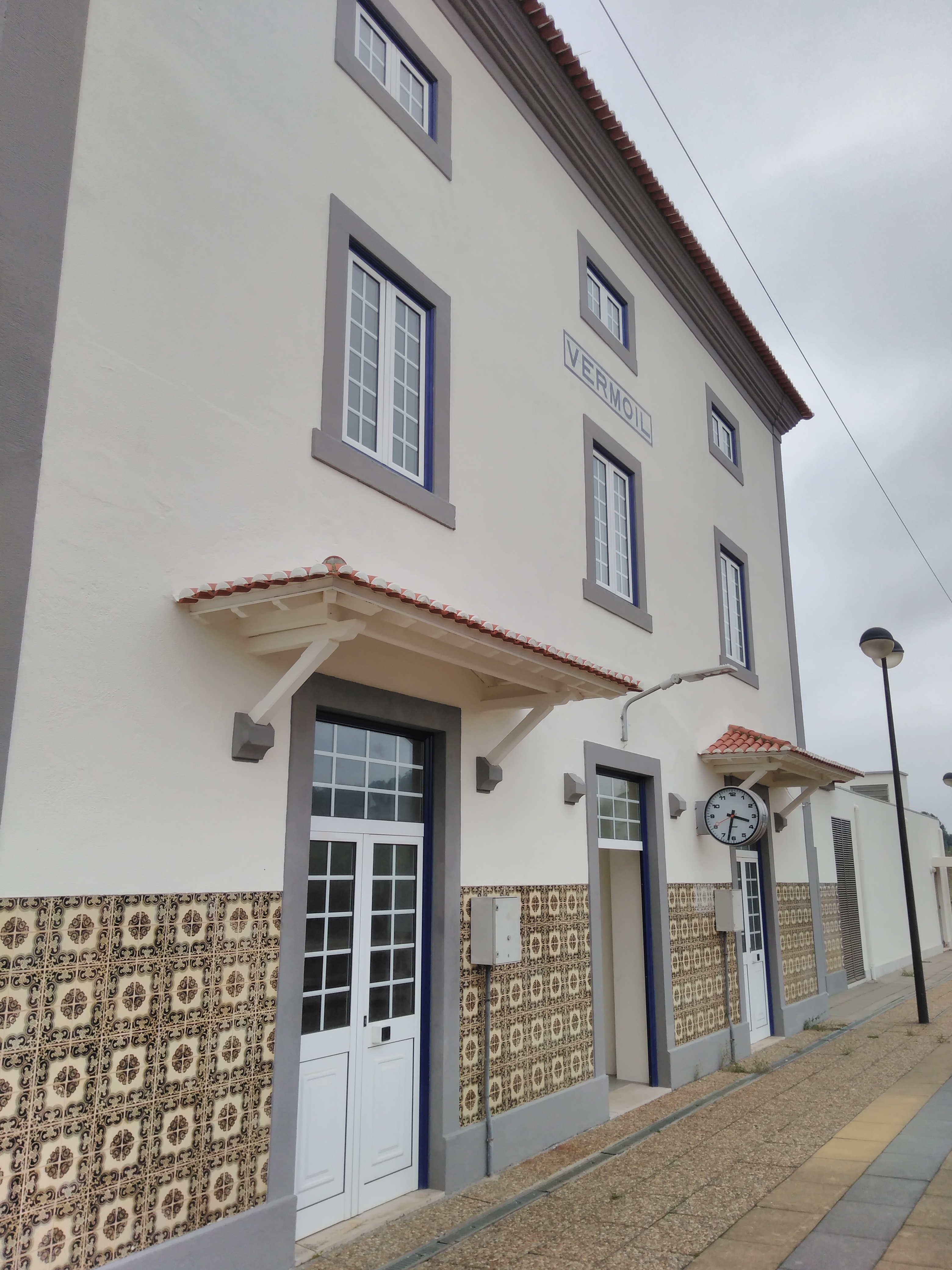
Fachada do edifício de passageiros, virada à plataforma.

A Estação Ferroviária de Vermoil é uma interface da Linha do Norte, que serve a localidade de Vermoil, no Distrito de Leiria, em Portugal.

## Descrição

### Localização e acessos

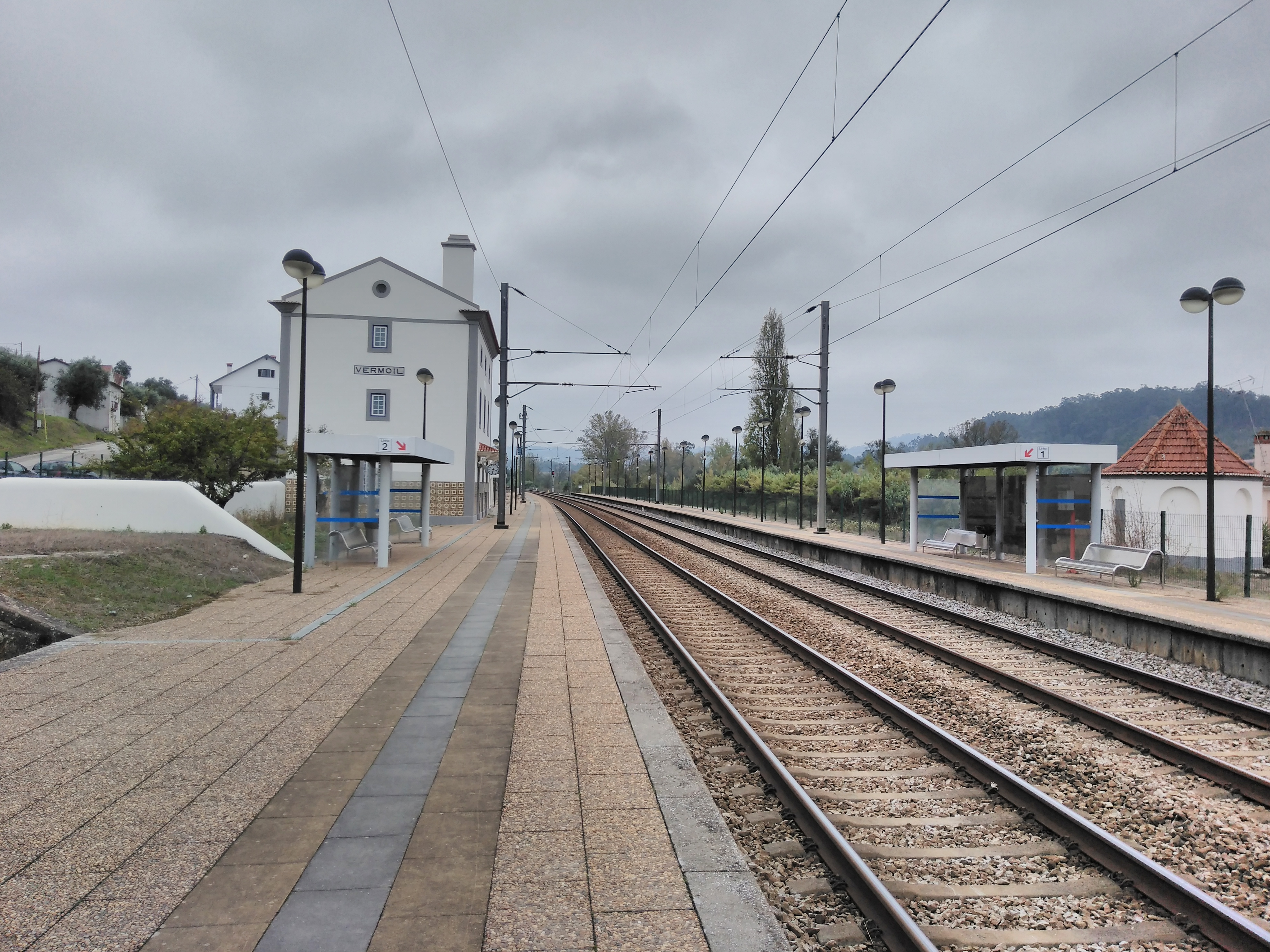
Estação de Vermoil, em 2018.

Esta interface situa-se na localidade de Vermoil-Gare, também chamada Pinhete, em frente à Rua Marquês de Pombal, a nordeste; a sudoeste confina a Travessa da Estação; o centro da localidade nominal (cruzamento EM532-3 × EM532-4) situa-se a cerca de um quilómetro, para sudoeste. A operadora Rodoviária do Oeste mantém uma carreira de serviço interurbano, aos dias úteis, entre Leiria e Vermoil com terminal nesta estação.[carece de fontes?]

### Infraestrutura
Em Janeiro de 2011, contava com duas vias de circulação, ambas com 690 m de comprimento; as plataformas possuíam ambas 231 m de extensão, e 55 cm de altura — valores que se mantinham inalterados em 2022, com excecão da plataforma da via II, alteada para 60 cm. O edifício de passageiros situa-se do lado nordeste da via (lado direito do sentido ascendente, a Campanhã).

### Serviços
A operadora C.P. - Comboios de Portugal serve Vermoil com um serviço de comboios Regional que efectua a ligação entre Coimbra e o Entroncamento.

## História
Esta interface faz parte do troço entre o Entroncamento e Soure da Linha do Norte, que abriu à exploração em 22 de Maio de 1864, pela Companhia Real dos Caminhos de Ferro Portugueses.

Em 1897, a Companhia Real fez obras de renovação da via férrea no lanço entre esta estação e o Entroncamento.